# Johann Matthäus von Merian
Johann Matthäus Merian, seit seiner Nobilitierung Johann Matthäus von Merian (* 13. Dezember 1659 in Frankfurt am Main; † 4. Mai 1716 ebenda), war ein Portraitmaler aus der Künstlerfamilie Merian. In seinem Können und Verdienst gipfelte der Reichtum und das Ansehen der Familie. Merian war außerdem der geheime Rat des Kurfürst-Erzkanzlers von Mainz (Lothar Franz von Schönborn), der ihn mit seiner Anstellung am 15. August 1706 auch geadelt hatte.

## Leben
Johann Matthäus war der zweite Sohn des Schweizer Malers Matthäus Merian dem Jüngeren. Er wurde in Frankfurt geboren und war der einzige seiner Geschwister, der eine künstlerische Laufbahn einschlug und den Verlag nach dem Tode seines Vaters übernahm. Durch die seinerzeit moderne Pastellmalerei erarbeitete er sich mit Porträts bald einen sehr guten Ruf und Verdienst.
Für ein Brustbild nahm er sechs Carolin, für Ganzkörperportraits bis zu 20. Er malte beispielsweise Prinz Eugen von Savoyen, Philipp Wilhelm von Günderrode oder auch Nacktbilder in Pastell nach Vorlage der Kupferstiche von Rubens und Van Dyck, für die von Merian noch höhere Preise einnahm.
Am 13. Dezember 1684 heiratete er Johanna Maria Heldeviers (gest. 1720). In den Frankfurter Kirchenbüchern sind keine Kinder überliefert. Merian vermachte den Verlag seiner Nichte Charlotte Maria Merian (1691–1729), der Ehefrau Johann Friedrich Eosanders von Göthe. 1727 wurde der Verlag liquidiert, angeblich aufgrund von Eosanders verschwenderischer Lebensführung.

## Weblink
- Merian, Johann Matthäus von. Hessische Biografie. (Stand: 28. November 2023). In: Landesgeschichtliches Informationssystem Hessen (LAGIS).